# Agnes von Milly
Agnes von Milly war eine Adlige im Königreich Jerusalem und Ehefrau des Joscelin III. von Courtenay.

## Eltern
Ihr Vater war Heinrich von Milly, genannt Bubalus (der Büffel), Herr von Arabia Petra, Bruder von Philipp von Milly. Ihre Mutter war Agnes Garnier, Tochter des Eustach II. Garnier, Graf von Sidon.
Beim Tod ihres Vaters erbte sie dessen Ansprüche auf die Burgen Monfort und Castellum Regis in Miʿilya.

## Ehe
Sie heiratete spätestens 1176 Joscelin III. von Courtenay († vor 1200), Titulargraf von Edessa, Seneschall von Jerusalem. Dieser wurde aus ihrem Recht mit den Burgen Monfort und Castellum Regis belehnt, außerdem gelang es ihm, rund um Akkon genügend Land aus der Krondomäne als Lehen zu erwerben, dass eine eigene Herrschaft errichtet werden konnte, die später „Seigneurie de Joscelin“ (Herrschaft des Joscelin) genannt wurde. Die Herrschaft bildete kein geschlossenes Territorium, sondern bestand aus 44 Casalien in relativ dichter Streulage auf fruchtbarem Land im Nordosten von Akkon und umfasste neben Monfort und Castellum Regis auch die Burgen Banias und Toron.

## Nachkommen
Mit Joscelin hatte sie zwei Töchter, Beatrix und Agnes.
Beatrix († nach 1245) war zunächst 1186 mit Wilhelm von Lusignan († vor 1208), Herr von Valence, einem Bruder Guidos von Lusignan verlobt, heiratete aber schließlich zwischen 1206 und 1208 den deutschen Kreuzritter und Minnesänger Otto von Botenlauben (Sohn des Grafen von Henneberg). Diesem kaufte Hermann von Salza 1220 Joscelins Herrschaft für den Deutschen Orden ab.
Agnes († nach 1200) war zunächst 1186 mit einem Neffen Guidos von Lusignan verlobt, heiratete aber um 1200, Wilhelm von Mandelée († nach 1226), einen normannischen Kreuzritter aus Kalabrien.